# 观音阁街道 (北镇市)
观音阁街道，是中华人民共和国辽宁省锦州市北镇市下辖的一个乡镇级行政单位。

## 行政区划
观音阁街道下辖以下地区：
河洼村。